# 嘉義市
嘉義市（ジアイー/かぎ-し）は、中華民国台湾省の市。当市を中心に嘉義都市圏を形成している。

## 地理
嘉義市は台湾西南部の嘉南平原北端に位置し北回帰線が市内南部を通過している。東西約1.5km、南北約10.5kmであり、嘉義県に周囲を囲まれている。地形は東部の一部が竹崎丘陵地になっている以外は平原に属し、地勢は東から西にかけて緩やかな下り勾配を形成している。
主要河川には八掌渓、朴子渓があり、それぞれ市内の南北を流れており、嘉義県との境界を形成している。土壌はきめ細かい粘土質であり保水性に乏しく、そのため水は八掌渓の蘭潭水庫および仁義潭水庫より灌漑されている。

### 気候
気候は温帯夏雨気候 (Cwa)（熱帯モンスーン気候 - 温暖湿潤気候移行部型）に属し、気温は7月が最高、1月が最低であり、年間平均気温は23.3℃である。年間降水量は2,000mm、温暖な気候と豊富な降水量により農業が発展する有利な条件を有している。
| 嘉義市 (1971-2000)の気候 | 嘉義市 (1971-2000)の気候 | 嘉義市 (1971-2000)の気候 | 嘉義市 (1971-2000)の気候 | 嘉義市 (1971-2000)の気候 | 嘉義市 (1971-2000)の気候 | 嘉義市 (1971-2000)の気候 | 嘉義市 (1971-2000)の気候 | 嘉義市 (1971-2000)の気候 | 嘉義市 (1971-2000)の気候 | 嘉義市 (1971-2000)の気候 | 嘉義市 (1971-2000)の気候 | 嘉義市 (1971-2000)の気候 | 嘉義市 (1971-2000)の気候 |
| 月                       | 1月                      | 2月                      | 3月                      | 4月                      | 5月                      | 6月                      | 7月                      | 8月                      | 9月                      | 10月                     | 11月                     | 12月                     | 年                       |
| ------------------------ | ------------------------ | ------------------------ | ------------------------ | ------------------------ | ------------------------ | ------------------------ | ------------------------ | ------------------------ | ------------------------ | ------------------------ | ------------------------ | ------------------------ | ------------------------ |
| 平均最高気温 °C （°F）   | 21.8 (71.2)              | 22.0 (71.6)              | 24.7 (76.5)              | 27.9 (82.2)              | 30.3 (86.5)              | 32.2 (90)                | 32.9 (91.2)              | 32.2 (90)                | 31.6 (88.9)              | 29.8 (85.6)              | 26.9 (80.4)              | 23.7 (74.7)              | 28.0 (82.4)              |
| 日平均気温 °C （°F）     | 16.1 (61)                | 16.8 (62.2)              | 19.4 (66.9)              | 22.9 (73.2)              | 25.5 (77.9)              | 27.6 (81.7)              | 28.4 (83.1)              | 27.8 (82)                | 26.7 (80.1)              | 24.3 (75.7)              | 20.9 (69.6)              | 17.4 (63.3)              | 22.8 (73)                |
| 平均最低気温 °C （°F）   | 12.1 (53.8)              | 13.3 (55.9)              | 15.5 (59.9)              | 18.9 (66)                | 21.8 (71.2)              | 24.0 (75.2)              | 24.9 (76.8)              | 24.6 (76.3)              | 23.2 (73.8)              | 20.6 (69.1)              | 16.8 (62.2)              | 13.0 (55.4)              | 19.1 (66.4)              |
| 雨量 mm （inch）         | 27.6 (1.087)             | 57.7 (2.272)             | 62.2 (2.449)             | 107.6 (4.236)            | 189.2 (7.449)            | 350.7 (13.807)           | 304.3 (11.98)            | 422.1 (16.618)           | 148.9 (5.862)            | 22.7 (0.894)             | 12.2 (0.48)              | 20.9 (0.823)             | 1,726.1 (67.957)         |
| 平均降雨日数 （≥0.1 mm） | 5.4                      | 7.0                      | 7.4                      | 8.4                      | 11.1                     | 14.4                     | 14.9                     | 18.1                     | 9.8                      | 3.6                      | 3.0                      | 3.7                      | 106.8                    |
| % 湿度                   | 81.8                     | 83.1                     | 83.7                     | 84.1                     | 84.5                     | 82.0                     | 80.4                     | 83.6                     | 84.7                     | 84.1                     | 81.4                     | 80.3                     | 82.8                     |
| 平均月間日照時間         | 153.2                    | 121.8                    | 143.0                    | 150.3                    | 156.8                    | 176.9                    | 208.6                    | 184.1                    | 186.9                    | 174.0                    | 151.7                    | 158.7                    | 1,966                    |
| 出典：                   |                          |                          |                          |                          |                          |                          |                          |                          |                          |                          |                          |                          |                          |

### 地域

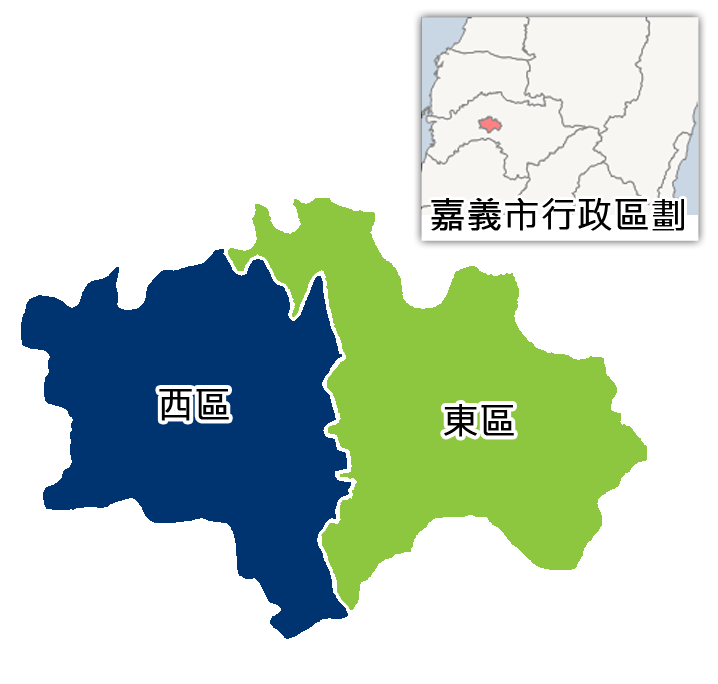
嘉義市地域区分

- 西区
- 東区

#### 行政区画の変遷
- 1920年 - 行政区域改革により、嘉義庁嘉義区が台南州嘉義郡嘉義街となる。
- 1930年 - 嘉義郡嘉義街が市制施行し、嘉義市が発足。
- 1945年 - 中華民国国民政府による台湾光復後、嘉義市は省轄市となり台湾省に帰属するようになった。東門区・西門区・北門区・南門区・八獎区・竹囲区・北鎮区・東山区八区を設置。
- 1946年 - 行政区域調整が実施され、8区を6区に統合。(6区)
  - 東門区・東山区が合併し、新東区が発足。
  - 西門区・竹囲区が合併し、新西区が発足。
  - 南門区・八獎区が合併し、新南区が発足。
  - 北門区・北鎮区が合併し、新北区が発足。
  - 台南県嘉義区水上郷を編入、区制施行し、水上区となる。
  - 台南県東石区太保郷を編入、区制施行し、太保区となる。

1946年-1950年嘉義市地域区分

- 1950年 - 行政区域調整が実施され、6区を4鎮2郷に統合(4鎮2郷)と台南県嘉義区・台南県東石区が合併し、嘉義県を設置。
  - 新東区が新東鎮に改称。
  - 新西区が新西鎮に改称。
  - 新南区が新南鎮に改称。
  - 新北区が新北鎮に改称。
  - 水上区が水上郷に改称。
  - 太保区が太保郷に改称。
- 1951年 - 新東鎮・新西鎮・新南鎮・新北鎮が合併し、嘉義市を設置し、県轄市となる。
- 1982年 - 嘉義市は県轄市より省轄市に昇格。
- 1990年 - 区制施行し、東区・西区二区を設置。
- 1994年 - 省轄市が市に改称される。

#### 日本統治時代嘉義市の町名一覧
- 新高町
- 栄町

- 山下町
- 西門町

- 宮前町
- 新富町

- 東門町
- 末広町

- 朝日町
- 黑金町

- 檜町
- 堀川町

- 北門町
- 玉川町

- 元町
- 白川町

- 南門町

## 歴史

### 古代
嘉義市の旧称は諸羅山 (Tirosen)である。台湾原住民平埔族ホアンヤ族ロツァ支族の集落「ツウロウサン」と台湾語音が類似する諸羅山社 (Chu-lo5-san) に宛てた。別称には桃城があるが、これはこの地に築城された古城が桃に似ていたことから命名された。現在でも古城が位置した中央七彩噴水一帯を桃仔尾と称している。

### 近世
諸羅山は中国大陸からの移民の拠点の一つとして発展した。
- 1621年、福建漳州より顔思斉（中国語版）が笨港より上陸し付近の開墾に着手した。

#### オランダ統治
- 1624年、オランダ人による台湾統治が開始されると、当初は台南を中心にしていたが、その後諸羅山一帯の平埔族集落を占領すると、嘉義地区の経営にも着手した。

#### 鄭氏政権
- 1661年、鄭成功がオランダ勢力を駆逐、台湾に一府二県を設置した。2県は新港渓（現在の塩水渓（中国語版））を境界とし、嘉義は天興県（中国語版）に属することとなった。

#### 大清帝国
- 1683年、台湾を領有した清朝は翌年台湾府を設置、3県を統括することとなり、嘉義は諸羅県（中国語版）の管轄とされ、県治は佳里興（現在の台南市佳里区）に設置された。
- 1704年、県治が佳里興より諸羅山（現在の嘉義市）に移され、木柵の築城が見られた。雍正年間、知県の孫魯（中国語版）は木城を土城に改築、1727年には知県の劉良により門楼、砌水洞、砲座が設置された。このように防備を固めた県城は1786年に林爽文の反乱が発生し諸羅城を10ヶ月に亘り包囲した際にも陥落することは無く、またこの際に城内の住民が清軍に協力して防衛したことから清朝より「嘉其死守城池之忠義（城を死守した忠義を嘉す）」との聖旨を受け、翌年11月3日に詔勅を以って「諸羅」を「嘉義」と改称した。
- 1885年、福建台湾省が設置されると、清朝は台湾に3府1直隸州11県3庁を設置、嘉義県は台湾府に帰属し、県治が嘉義市地区に設置された。

### 近代

#### 日本統治
- 1895年、下関条約により日本に割譲された台湾では、台湾総督府によりたびたび地方改制が実施された。
- 1906年、梅山地震（中国語版）が発生すると、清代に建築された県城は東門を除いて全壊する。災害復興に際し総督府は都市計画を実施し新生嘉義市の建設に力を注ぐこととなる。近代都市として再生された嘉義市は商業及び交通の発展により、南部地域の中心都市としての地位を確立することとなった。
- 1920年の第8次改革では台南州嘉義郡の管轄下での地方自治が開始されることとなり「嘉義街」が成立した。その後も発展を続け、1930年には嘉義市に昇格する。

### 現代

#### 戦後
戦後、嘉義市は中華民国の省政府直属の省轄市に指定され、1950年の地方改制により県轄市に一旦改編されたが、1982年7月1日、再び省轄市に昇格（現在の名称は「市」）し現在に至っている。

## 政治

### 行政

#### 市長
歴代市長

## 対外関係

### 姉妹都市・提携都市

#### 国内
- 台湾 新竹市
- 台湾 苗栗県
- 台湾 金門県

#### 海外
- 日本 尾道市（中国地方 広島県）- 2016年[3][4]
- アメリカ合衆国 イーストオレンジ（ニュージャージー州）
- アメリカ合衆国 ジャクソン（ミシシッピ州）
- アメリカ合衆国 ジュノー（アラスカ州）
- アメリカ合衆国 シラキュース（ニューヨーク州）
- アメリカ合衆国 マーティンズバーグ（ウェストバージニア州）
- アメリカ合衆国 マレー（ユタ州）
- フィリピン ブラカン州

## 経済

### 産業
近代の嘉義市は、林業、製糖業、観光業、風俗営業などの産業から生まれた町であり、特に日本統治時代には金融業と運輸業が大きく発展した。第二次世界大戦後、市内の多くの建物が倒壊したため、当時の日本人市長はこの問題を解決するために、嘉義市復興建築信用購買組合（現在の嘉義市第三信用合作社）を創立した。かつて存在した地場銀行の嘉義銀行は台湾商工銀行(現・第一商業銀行)に吸収合併され現在は存在しない。

### 商業
主な商業施設

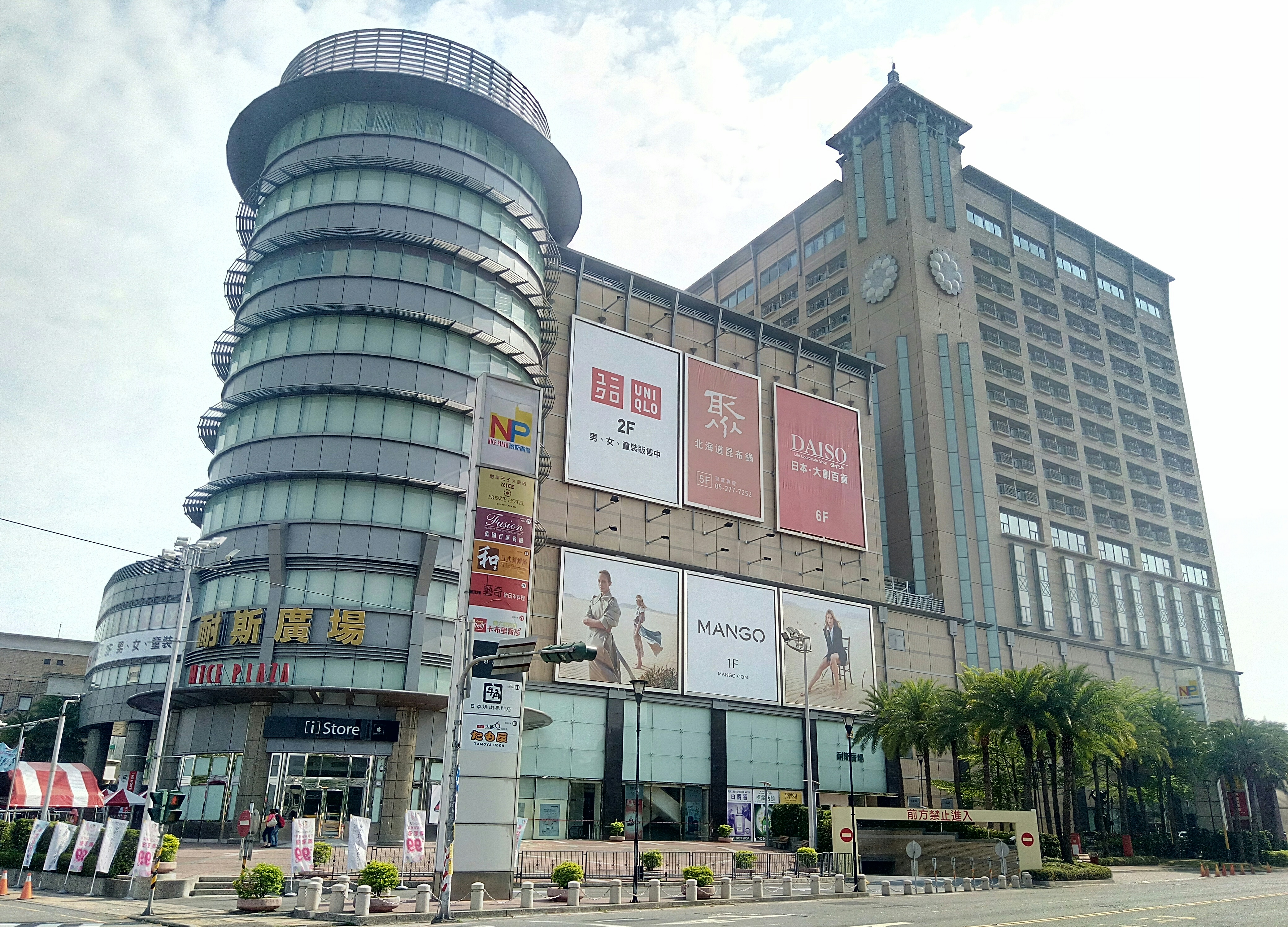
耐斯松屋
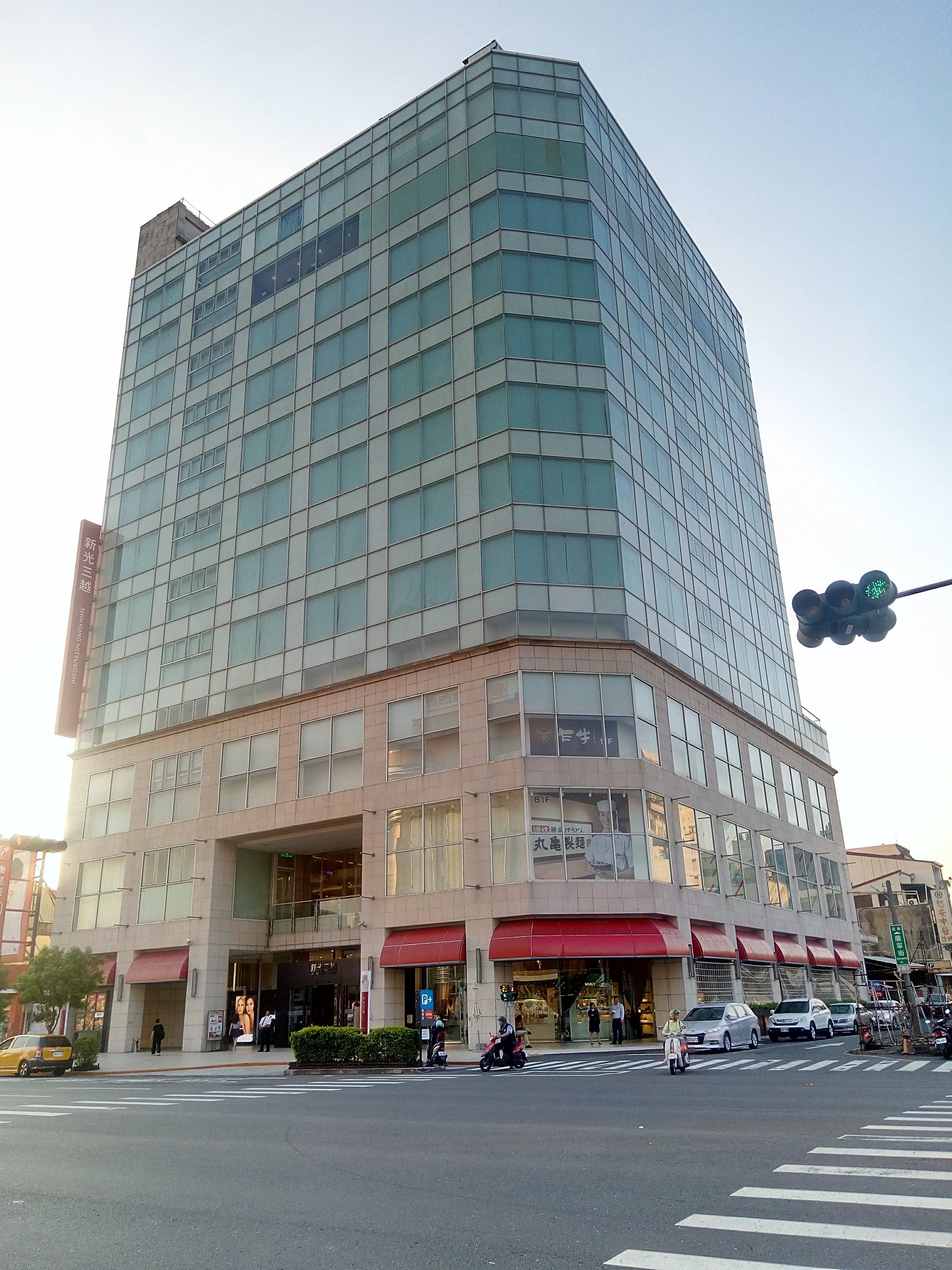
新光三越嘉義垂楊店
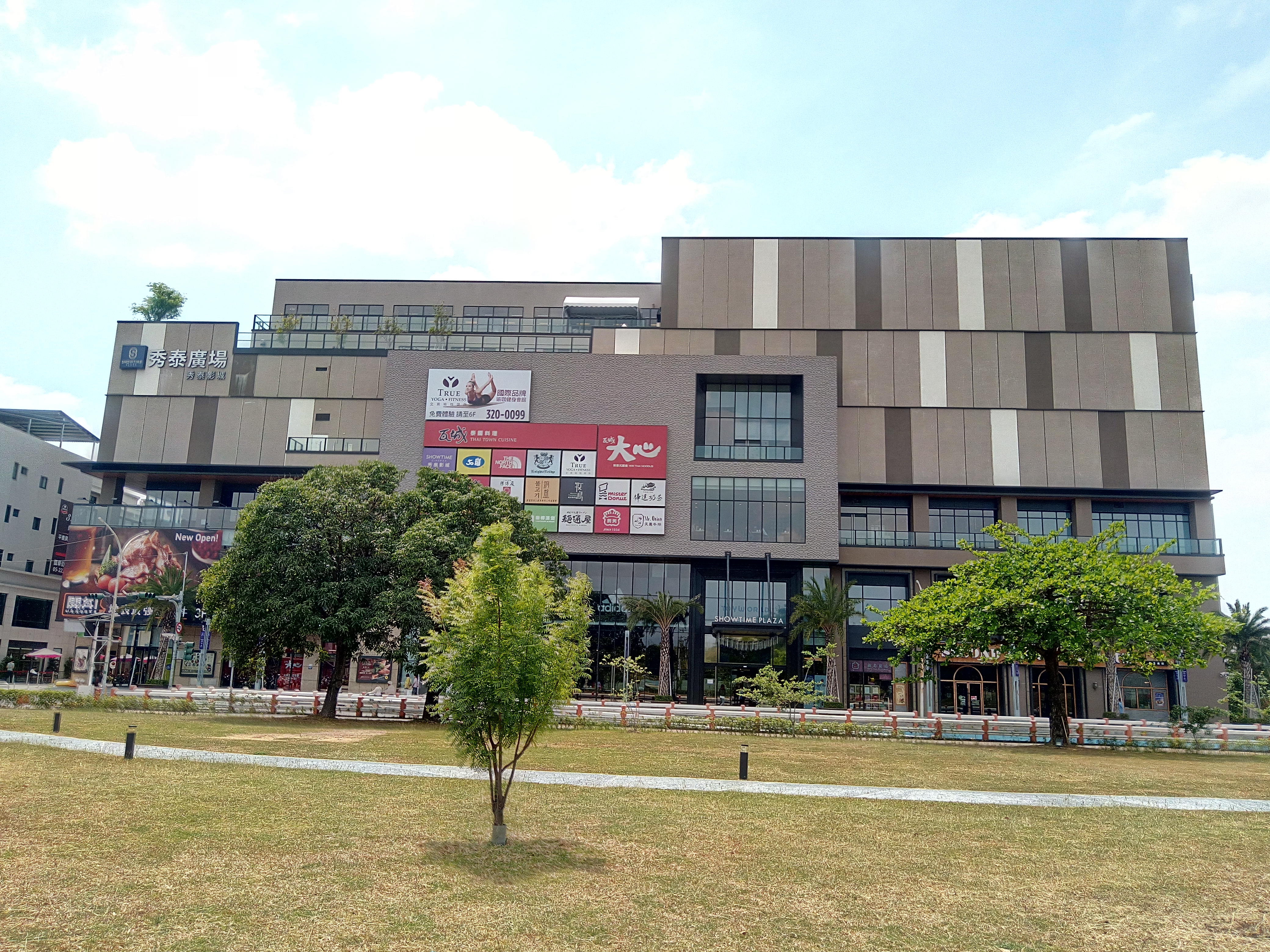
嘉義秀泰広場
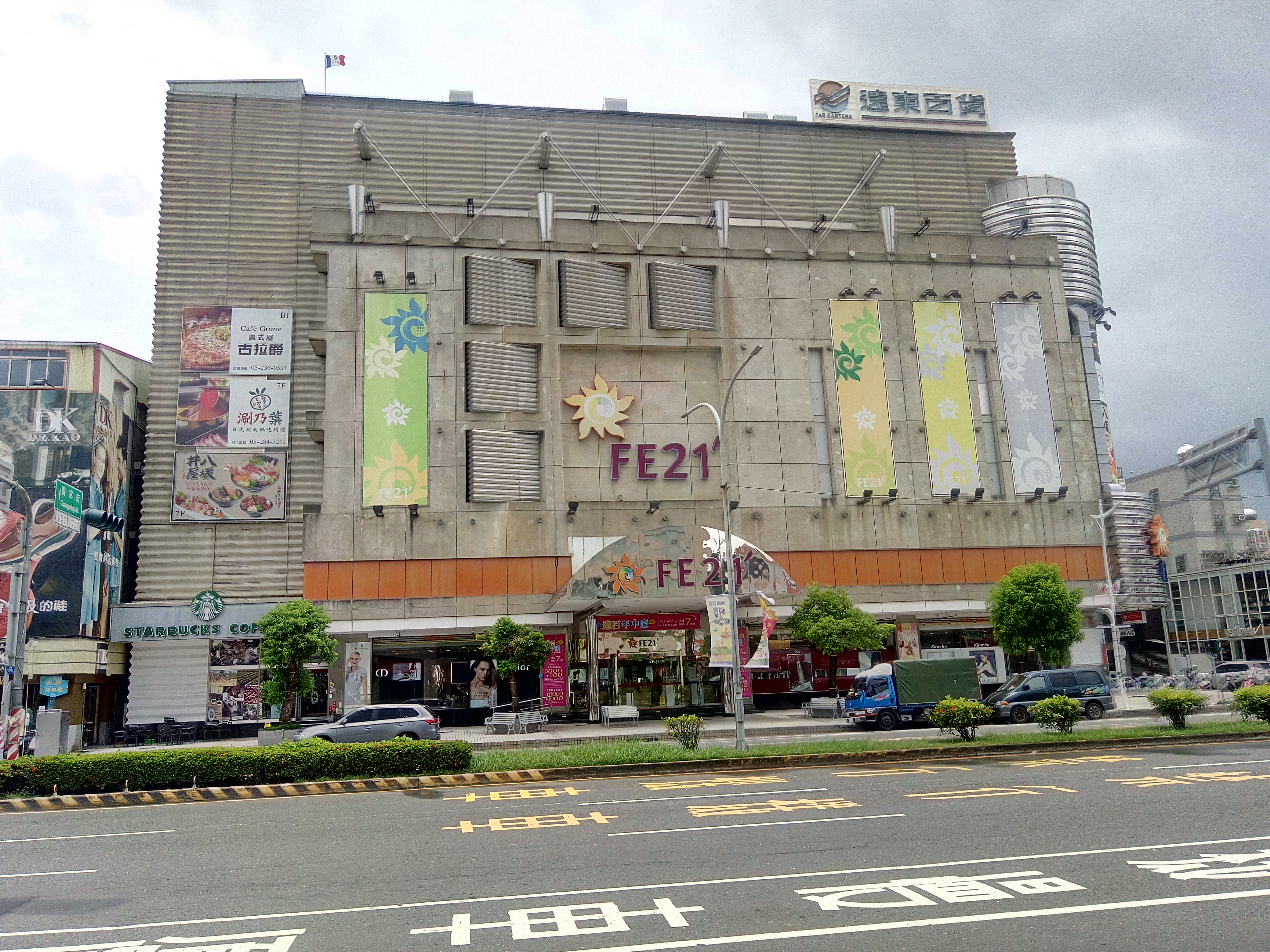
遠東百貨嘉義店

- 耐斯松屋(松屋 (百貨店))
  - 嘉北駅より徒歩10分
  - 嘉義市公車 紅線、紅A線 耐斯広場バス停 より徒歩1分
- 新光三越嘉義垂楊店
  - 嘉義駅より徒歩12分
  - 嘉義公車捷運新光三越遠東駅より徒歩1分
  - 嘉義市公車 黄線、黄A線 新光三越遠東站バス停より徒歩1分
- 嘉義秀泰広場（中国語版）
  - 嘉義駅より徒歩20分
  - 嘉義市公車黄線、黄A線 嘉義秀泰影城バス停直結
- 遠東百貨店嘉義店
  - 嘉義駅より徒歩15分
  - 嘉義公車捷運新光三越遠東駅より徒歩1分
  - 嘉義市公車 黄線、黄A線 新光三越遠東站より徒歩1分

### 拠点を置く企業
- 嘉義客運
- 耐斯松屋
- 嘉義市第三信用合作社
- 嘉義市農会(日本の農業協同組合に相当する。)
- 福義軒

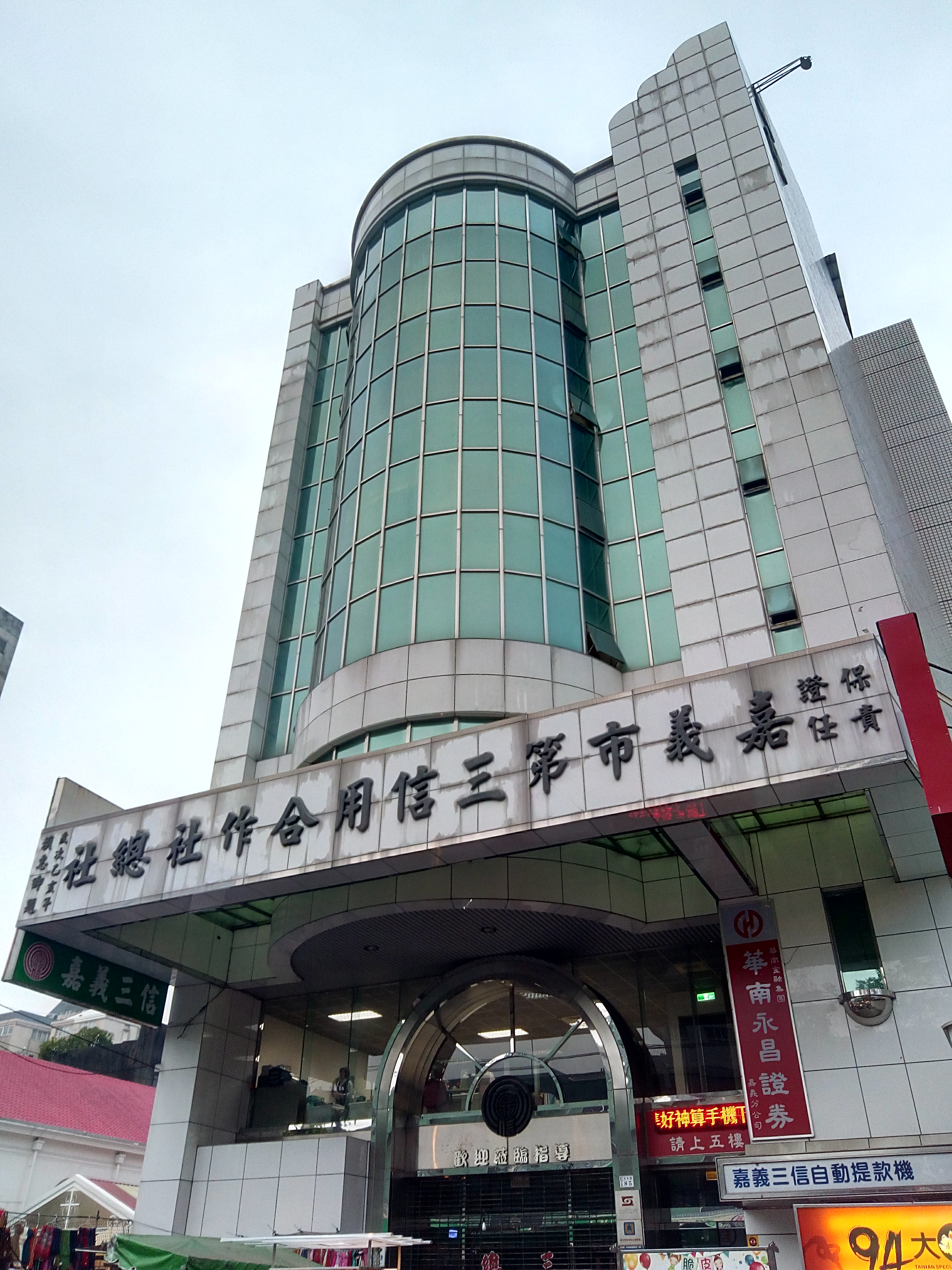
嘉義市第三信用合作社本店

## 教育

### 小学校
国民小学は日本の小学校に相当する。
| 西区 - 嘉義市立博愛国民小学 - 嘉義市立垂楊国民小学 - 嘉義市立大同国民小学 - 嘉義市立志航国民小学 - 嘉義市立僑平国民小学 - 嘉義市立北園国民小学 - 嘉義市立育人国民小学 - 嘉義市立世賢国民小学 - 嘉義市立興嘉国民小学 - 嘉義市立港坪国民小学 | 東区 - 国立嘉義大学附設実験国民小学 - 嘉義市立崇文国民小学 - 嘉義市立民族国民小学 - 嘉義市立宣信国民小学 - 嘉義市立嘉北国民小学 - 嘉義市立林森国民小学 - 嘉義市立精忠国民小学 - 嘉義市立蘭潭国民小学 - 嘉義市立興安国民小学 - 嘉義市立文雅国民小学 |

### 中学校
国民中学は日本の中学校に相当する。
| 西区 - 嘉義市立北園国民中学 - 嘉義市立民生国民中学 - 嘉義市立玉山国民中学 | 東区 - 嘉義市立嘉義国民中学 - 嘉義市立大業国民中学 - 嘉義市立北興国民中学 - 嘉義市立南興国民中学 - 嘉義市立蘭潭国民中学 |

### 高等学校
高級中学・高級職業学校は日本の高等学校に相当する。

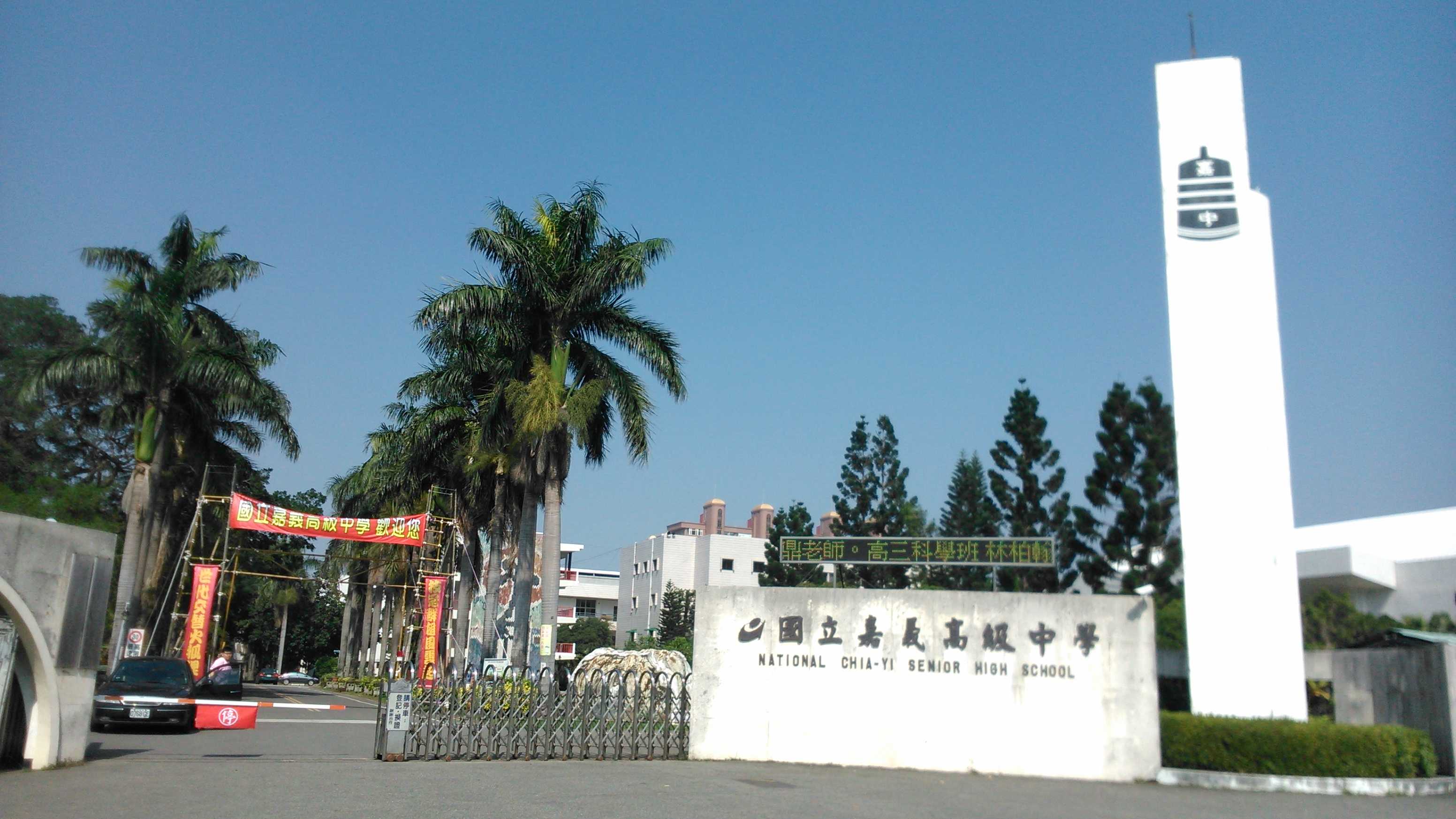
国立嘉義高級中学の校門

- 国立嘉義高級中学
- 国立嘉義女子高級中学
- 私立興華高級中学
- 私立仁義高級中学
- 私立嘉華高級中学
- 私立輔仁高級中学
- 私立宏仁女子高級中学
- 私立立仁高級中学
- 国立嘉義高級商業職業学校
- 国立嘉義高級工業職業学校
- 国立嘉義高級家事職業学校
- 国立華南高級商業職業学校
- 私立東呉高級工業家事職業学校

## 交通

嘉義BRT

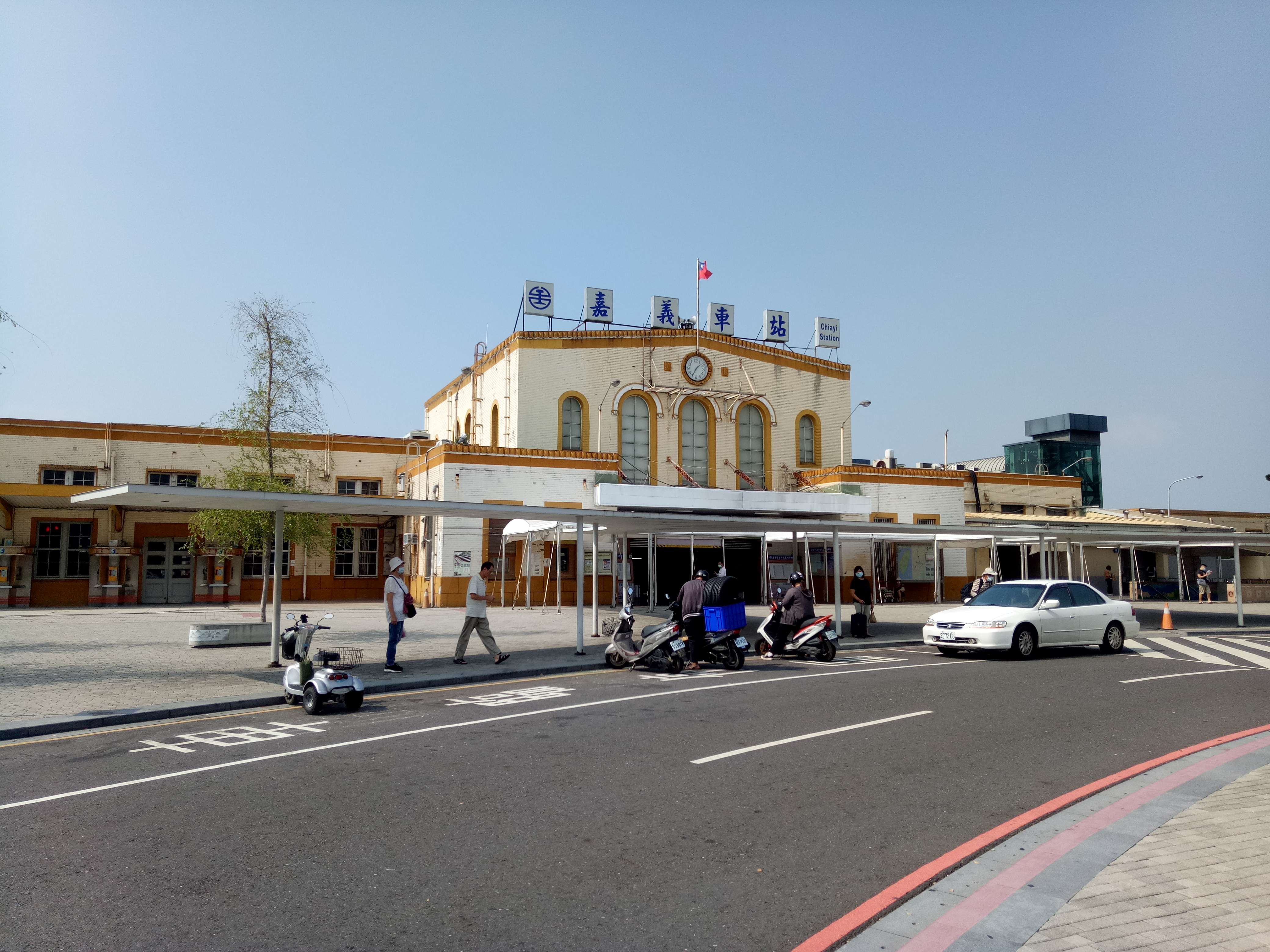
嘉義駅駅舎

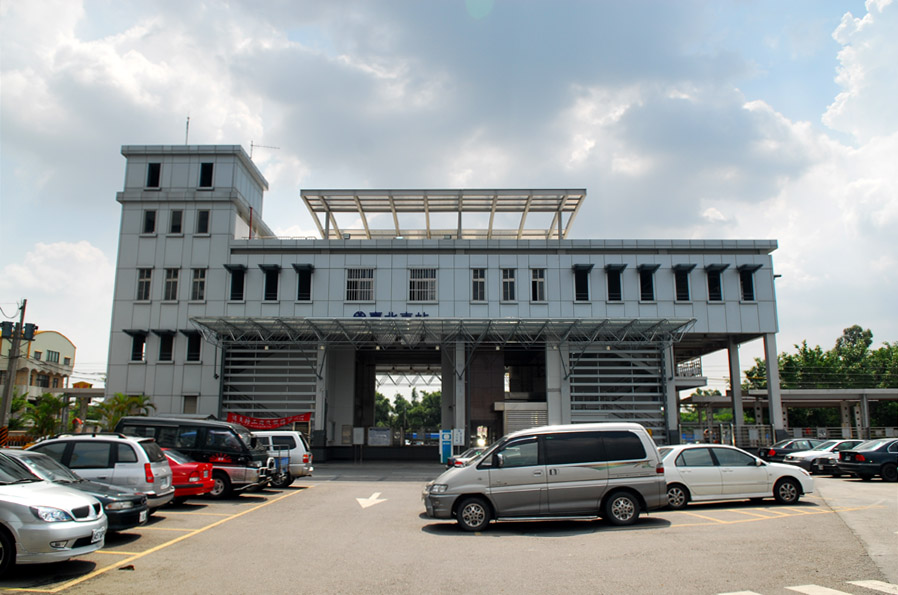
嘉北駅駅舎

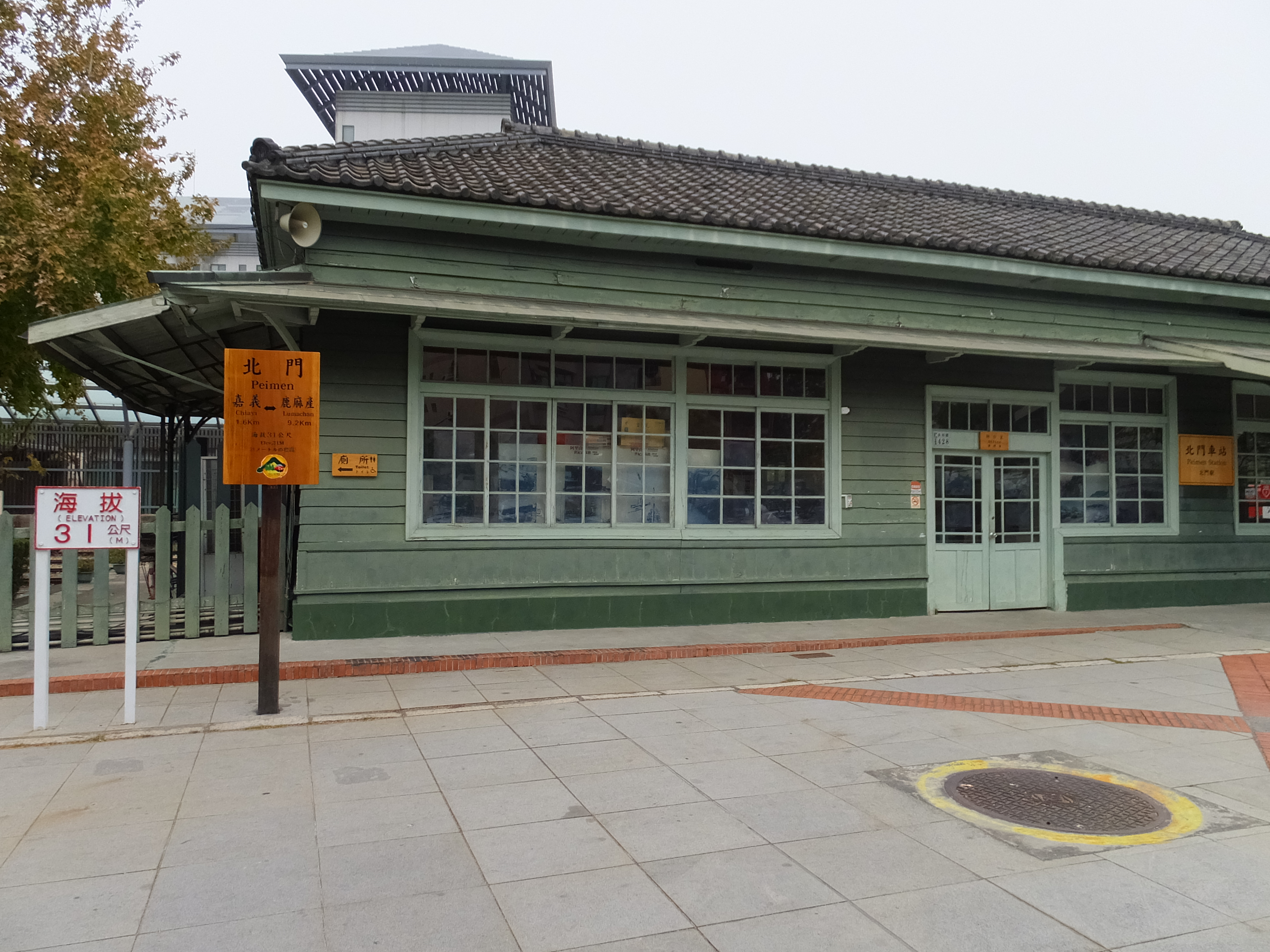
阿里山森林鉄路北門駅駅舎

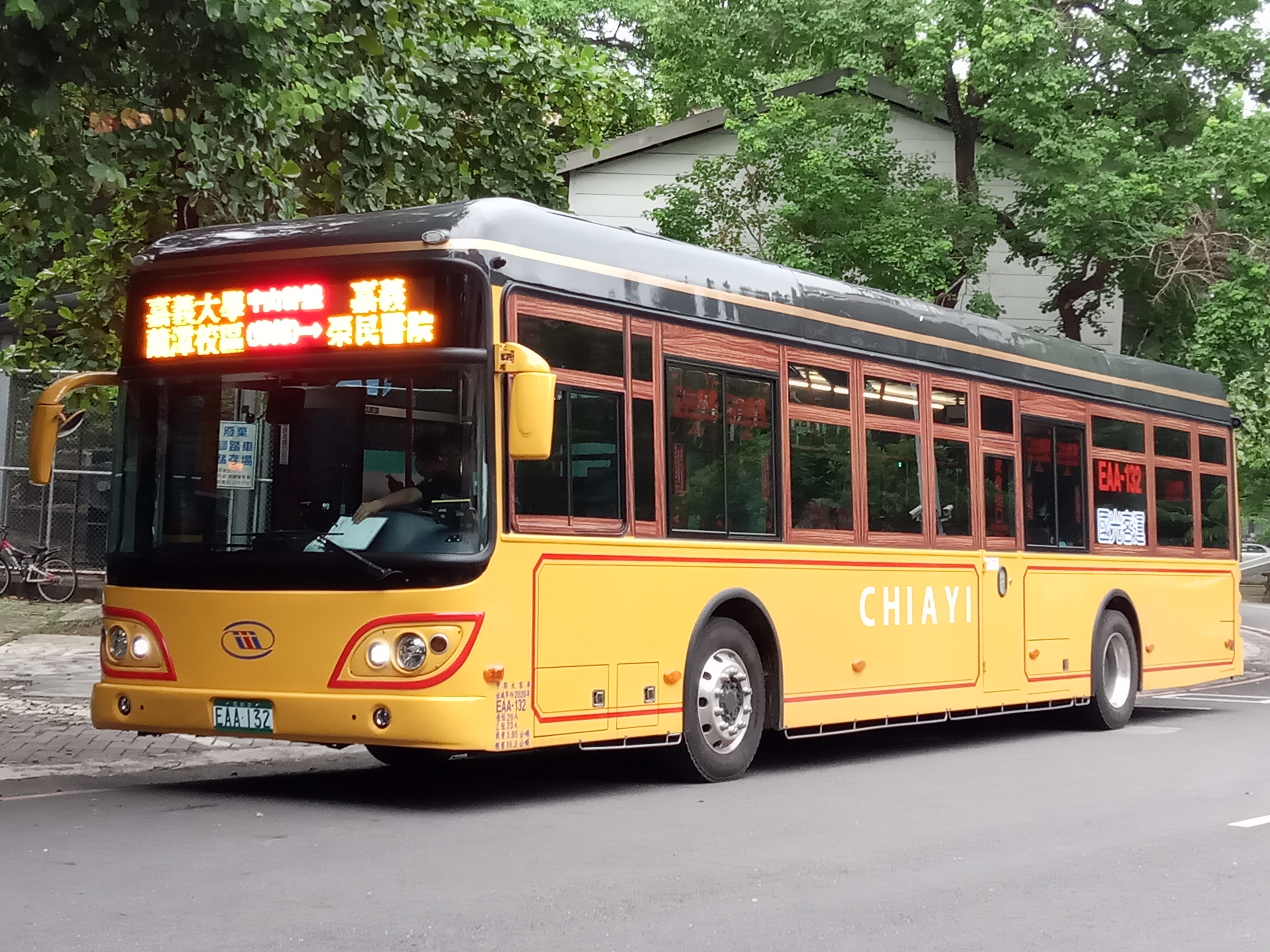
嘉義市バス成運 Master MB120NSEノンステップバス(電気バス)

### 特別支援学校
特殊教育学校は日本の特別支援学校に相当する。
- 国立嘉義特殊教育学校

### 大学
- 国立嘉義大学蘭潭キャンパス・新民キャンパス・林森キャンパス
- 大同技術学院嘉義キャンパス
- 崇仁医護管理専科学校嘉義キャンパス

## 観光

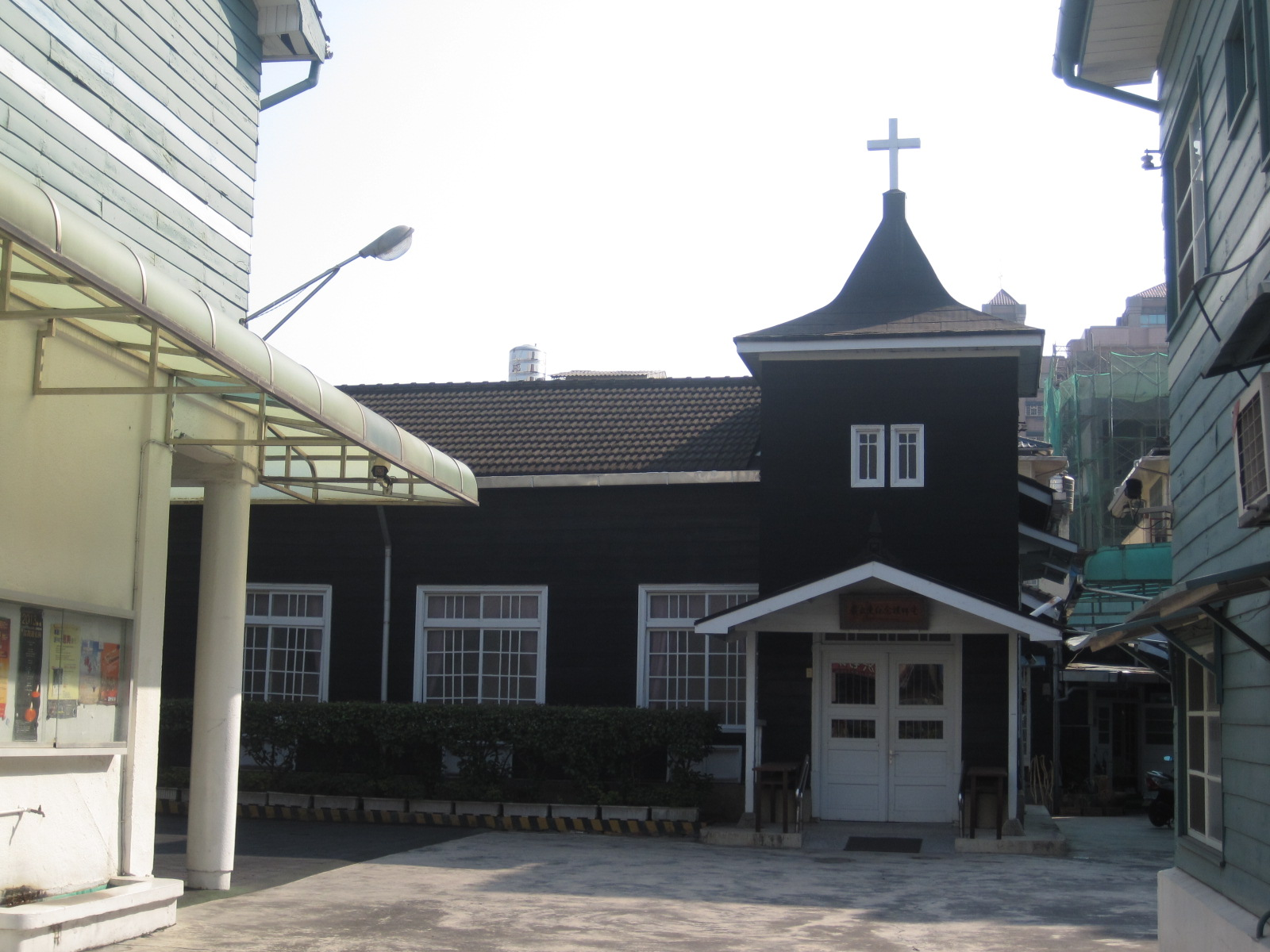
台湾基督長老教会嘉義西門教会礼拝堂

- 台湾基督長老教会嘉義西門教会の礼拝堂(西門教会は日本基督教会の礼拝堂だった。1945年の敗戦で、台湾基督長老教会の礼拝堂になった。今、嘉義市指定旧跡で、台湾のユニーク木造教会である（嘉義BRT文化路口駅　徒歩約3分）[5]。
- 北門駅

- 嘉義公園
  - 射日塔（中国語版）
  - 嘉義市立野球場
- 嘉義植物園
- 国立嘉義大学
- 文化路夜市
- 沉睡森林（眠らる森）
- 檜意森活村（中国語版）
  - KANOストーリ博物館
- 北香湖公園（中国語版）
- 蘭潭水庫（中国語版）

- 嘉楽福観光夜市（中国語版）

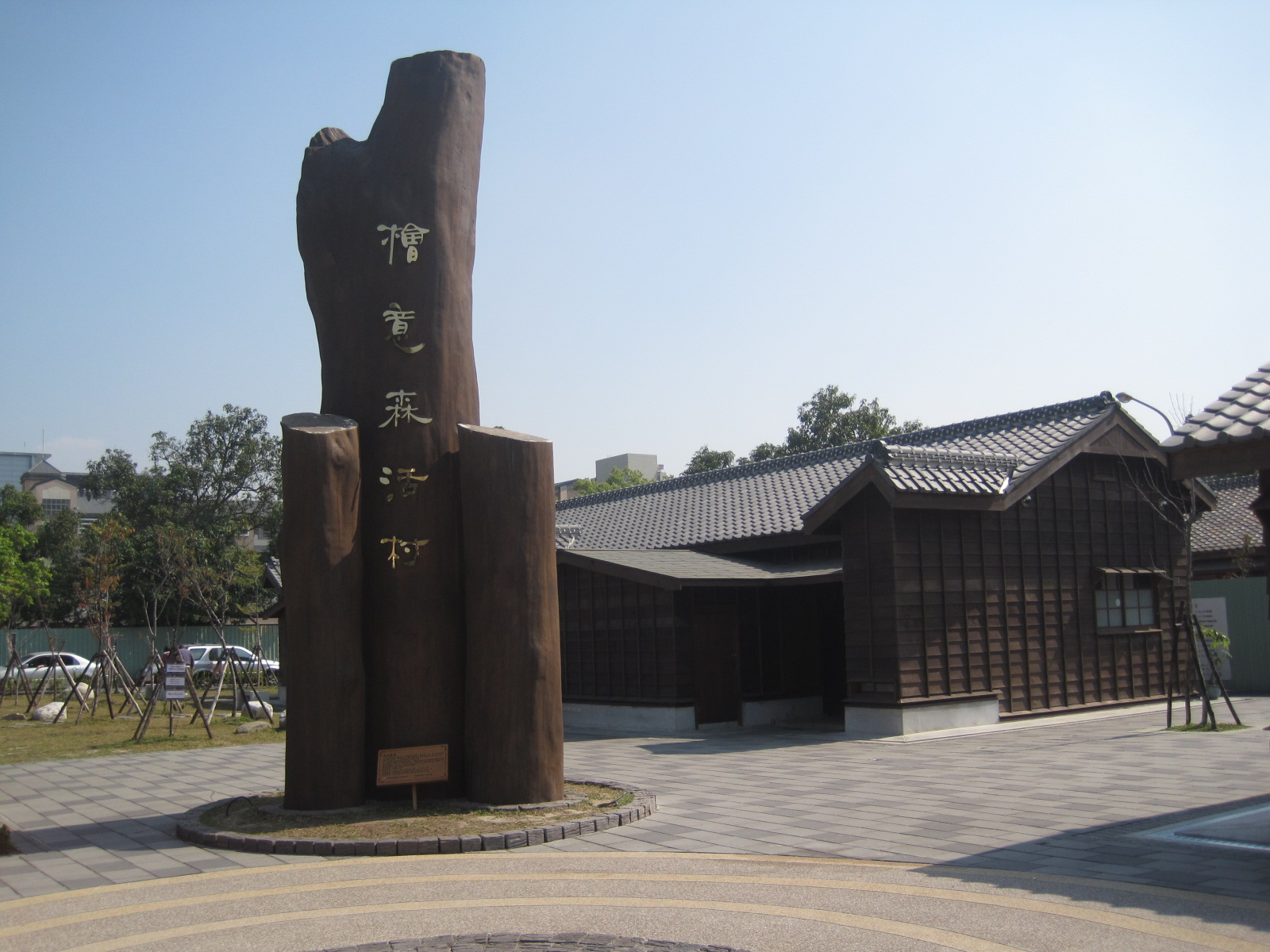
檜意森活村

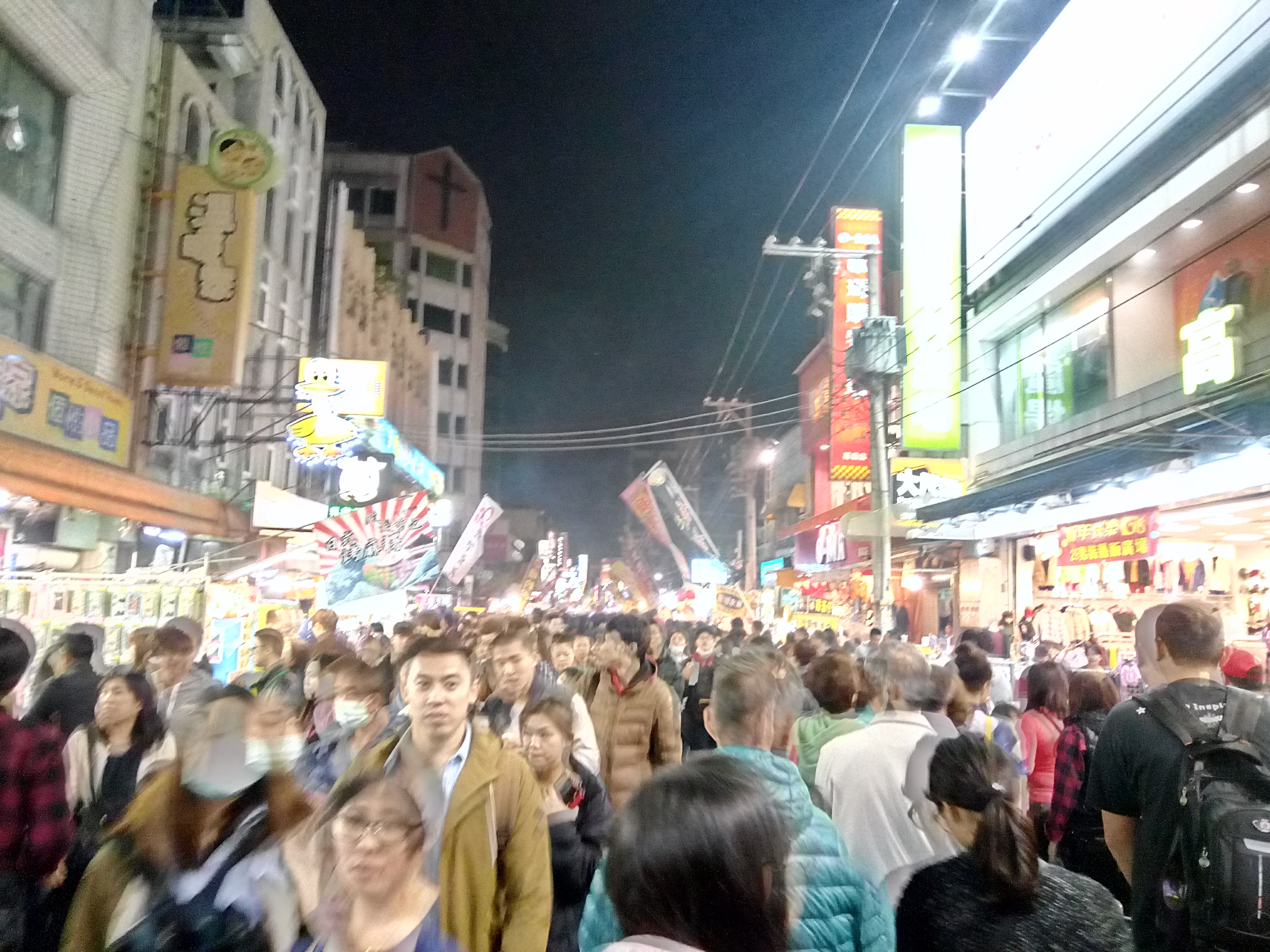
文化路夜市

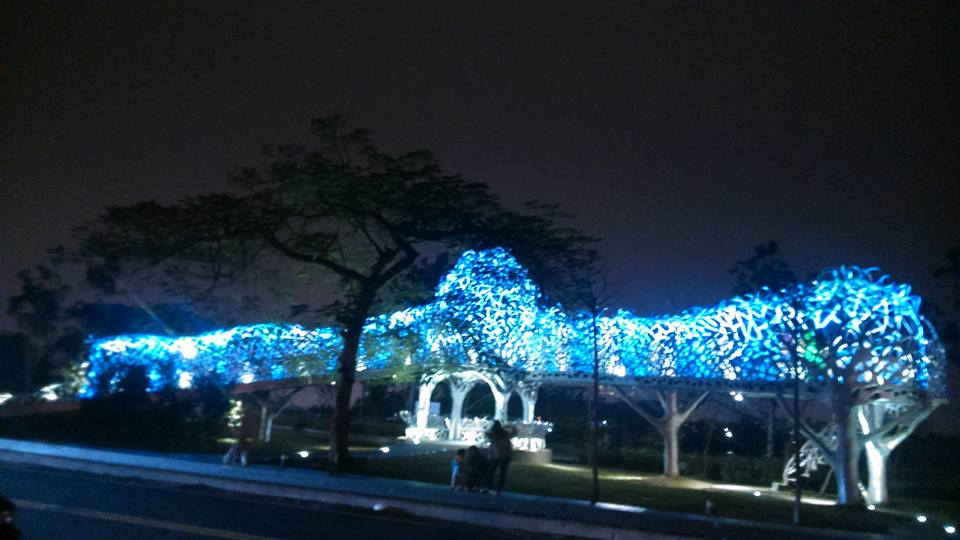
蘭潭·月影潭心

- 交趾焼館（交趾焼は交趾陶、嘉義焼とも称される。）
- 阿里山森林鉄道車庫園区（英語版）
- 嘉義営林クラブ
- 八掌渓
- 嘉義旧監獄（中国語版）
- 嘉義市史蹟資料館（旧嘉義神社の別館だった）
- 嘉義市立文化センター（中国語版）
- 嘉義鉄道芸術村（中国語版）
- 嘉義市立運動公園（港坪公園）
- 森林の歌
- 嘉油鉄馬道
- 文化公園
- 嘉義基督教病院（中国語版）の橋
- 紅毛井（中国語版）
- 洪雅（ホアンヤ）書房
- 嘉義北回帰線標誌（隣接する嘉義県水上鄉にある）

## 文化・名物

### 祭事・催事
吹奏楽が盛んなことで知られ、管樂之都（吹奏楽の都）とも呼ばれる。2011年7月には第15回世界吹奏楽大会が開催された。
- 嘉義市国際吹奏楽祭（嘉義市国際管楽節)
- 黒金段芸術祭（黑金段藝術節）
- 諸羅山盃国際少年野球大会（主は小学校）
- 覚醒音楽祭（Wake Up 音楽祭）
- 日初音楽祭（日初音樂節)

### 名産・特産
(嘉義BRT新光三越遠東駅　徒歩約３分)
- 方塊酥
- 大王千金米大福
- 福義軒のエッグロール

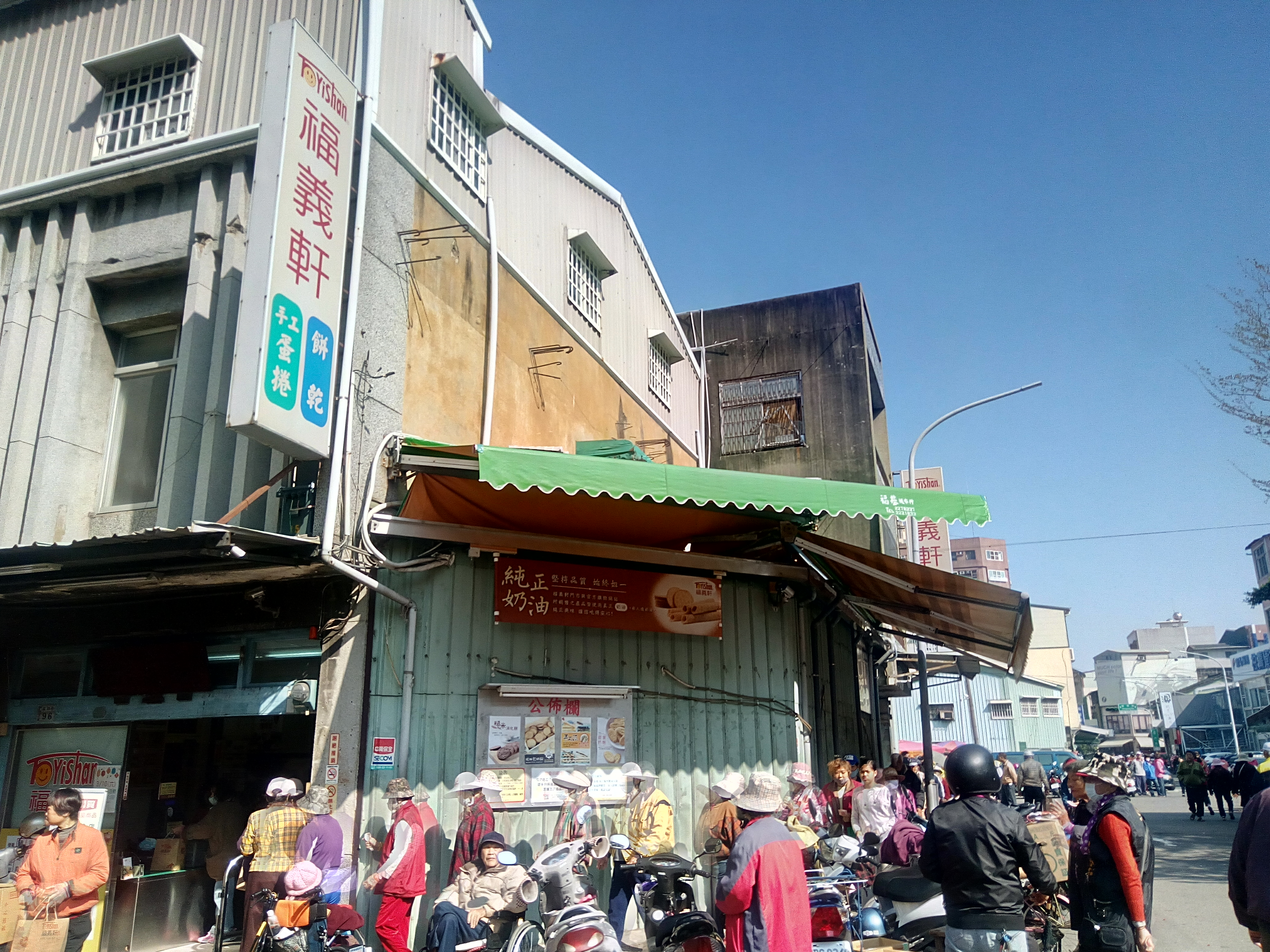
福義軒本店

- 新台湾餅舗（元日向屋）の餅、和菓子、洋菓子、羊羹など
- 雞肉飯
- 林聡明の魚頭の土鍋煮仕立て(林聰明砂鍋魚頭)
- 源興御香屋のグレープフルーツ緑茶
- 冷凍芋
- 豆漿豆花
- 聖保羅Q餅
- 嘉義風マヨネーズ冷やし麺
- 阿岸米糕
- 阿來碗粿
- 阿爆爆爆雞（フライドチキン）
- Cube Toast

### スポーツ

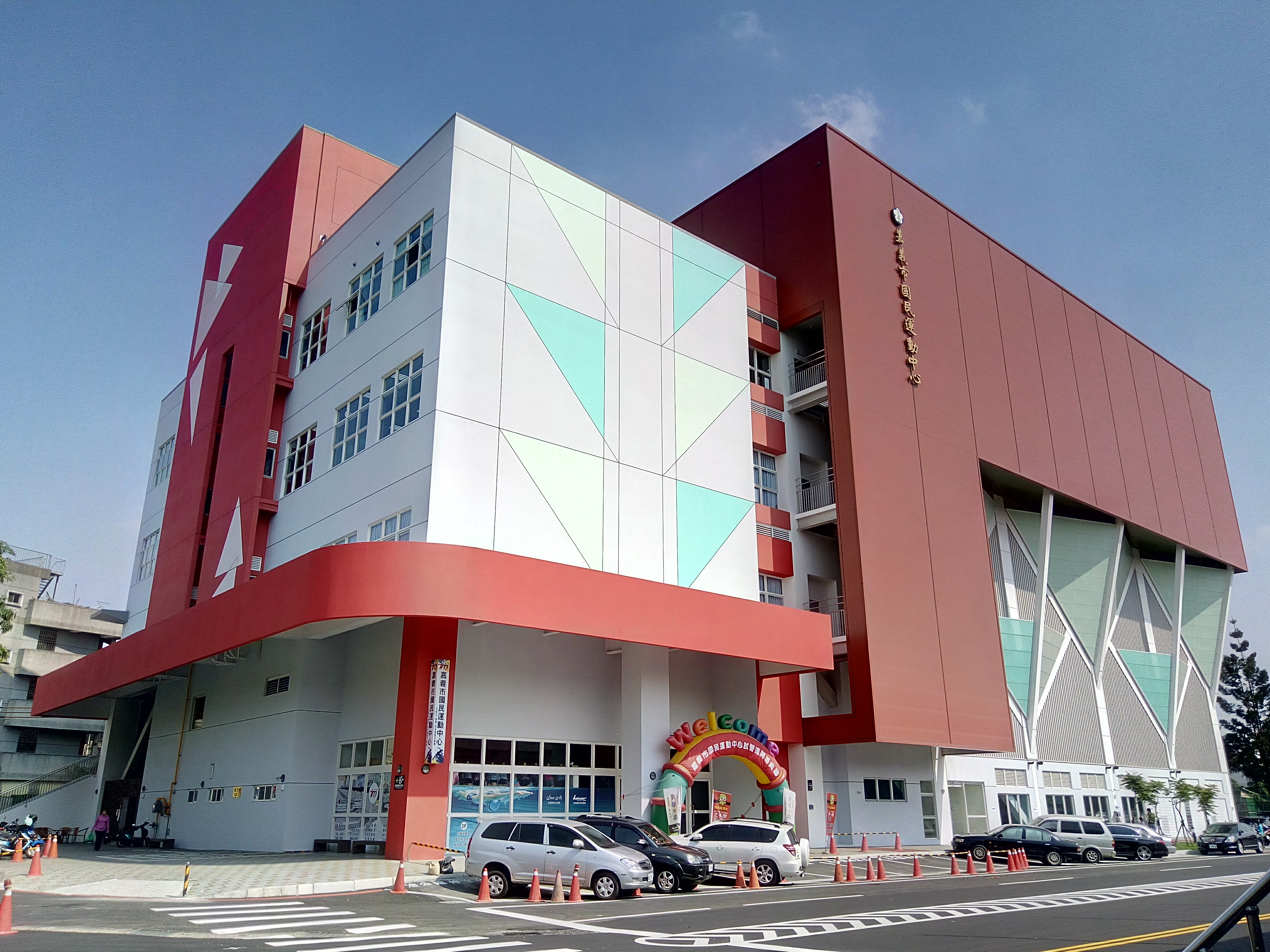
嘉義市国民民運動中心

2018世界大学野球選手権大会主開催地。
- 嘉義市立野球場
- 嘉義市立体育館
- 嘉義市立体育場
- 嘉義市立運動公園（港坪公園）
- 嘉義市国民運動中心

## 出身関連著名人
- 陳澄波 - 油彩画家
- 今久留主功 - プロ野球選手・近鉄パールズ
- 今久留主淳 - プロ野球選手・西鉄ライオンズ
- 高英傑 - プロ野球選手・南海ホークス
- 萩原寛（呉新亨） - プロ野球選手・読売ジャイアンツ、プロ野球審判員
- 三宅宗源（李宗源） - プロ野球選手・読売ジャイアンツ
- 廖健富 - プロ野球選手・楽天モンキーズ
- 陳重羽（中国語版） - プロ野球選手・統一ライオンズ
- 陳重廷（中国語版） - プロ野球選手・統一ライオンズ
- 劉秋農 - 野球選手（投手）
- 川村晃 - 日本の小説家
- 周俊勲 - 囲碁棋士。中国囲棋会、台湾棋院所属、九段
- 蕭万長（繁体字: 蕭萬長） - 中華民国（台湾）の政治家、第12代中華民国副総統を務めた。
- 鄧豊洲（繁体字: 鄧豐洲） - 台湾の詩人、歴史作家、内丹術研究者、環境保護主義者
- 馮媛甄 - 女優
- 蘇昭旭 - 作家、学者、大学教員、鉄道研究家。中華民国鉄道文化協会元理事、阿里山森林鉄路顧問など。